# واحد بازیابی گرمای زاید

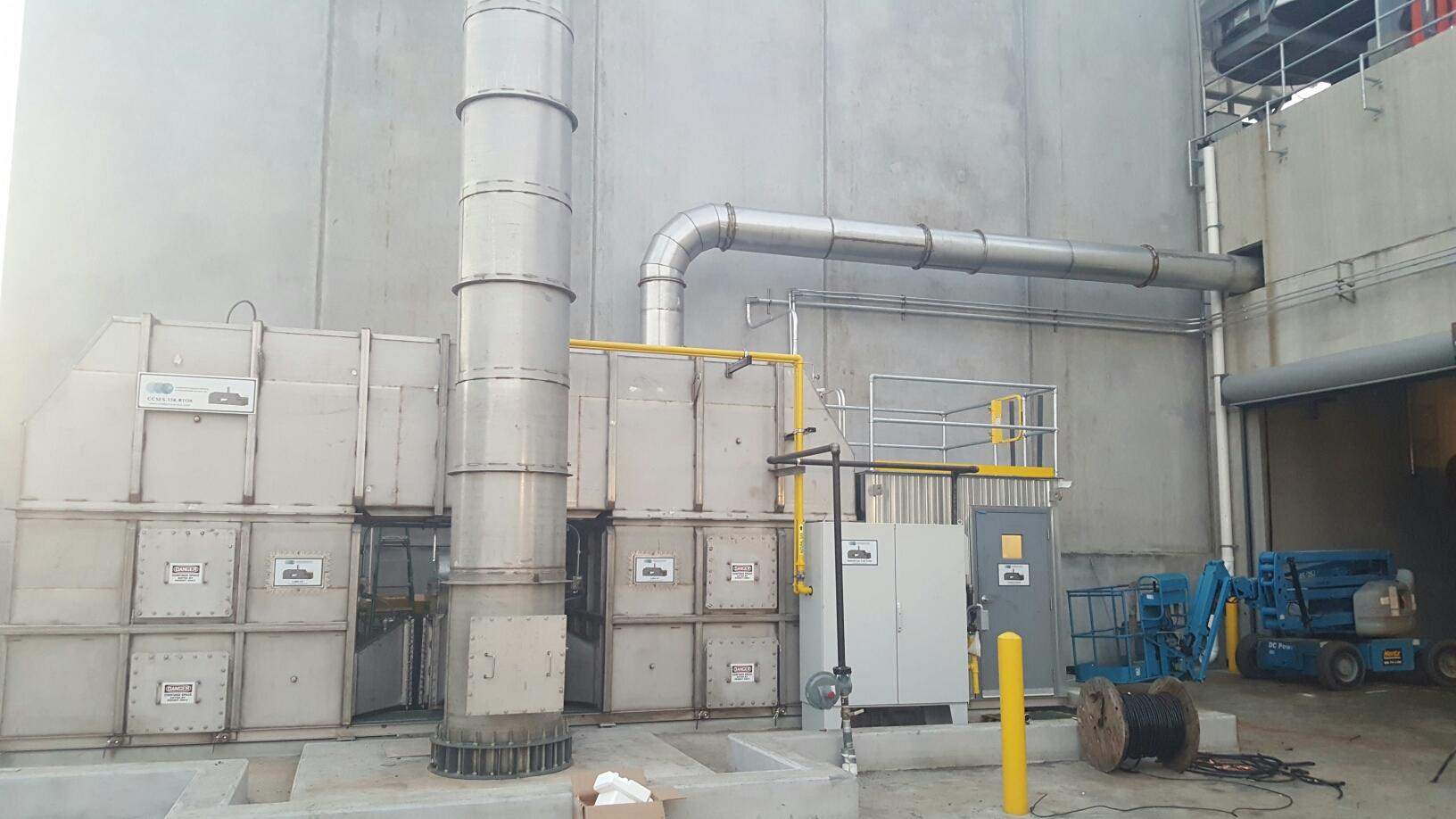
یک اکسیدکنندهٔ حرارتی احیاگر (RTO) نمونه‌ای است از یک واحد بازیابی گرمای زاید که دربردارندهٔ یک فرایند احیا است.

واحد بازیابی گرمای زاید (انگلیسی: Waste heat recovery unit) (مخفف انگلیسی: WHRU) یک مبدل گرمایی برای بازیابی انرژی است که حرارت حاصل از خروجی فرایندها در دمای بالا را برای اهداف مختلف (معمولاً برای افزایش بازدهی) به بخش دیگری از فرایند منتقل می‌کند. این سامانه یکی از ابزارهای دخیل در فرایند تولید هم‌زمان است. گرمای زاید می‌تواند از منابعی همچون گازهای دودکش داغ در یک مولد دیزل، بخار خروجی برج‌های خنک‌کننده، یا حتی فاضلاب حاصل از فرایندهای خنک‌کاری نظیر خنک‌کاری فولاد، استخراج شود.